# Hrușova, Criuleni
Hrușova este satul de reședință al comunei cu același nume  din raionul Criuleni, Republica Moldova.

## Galerie de imagini

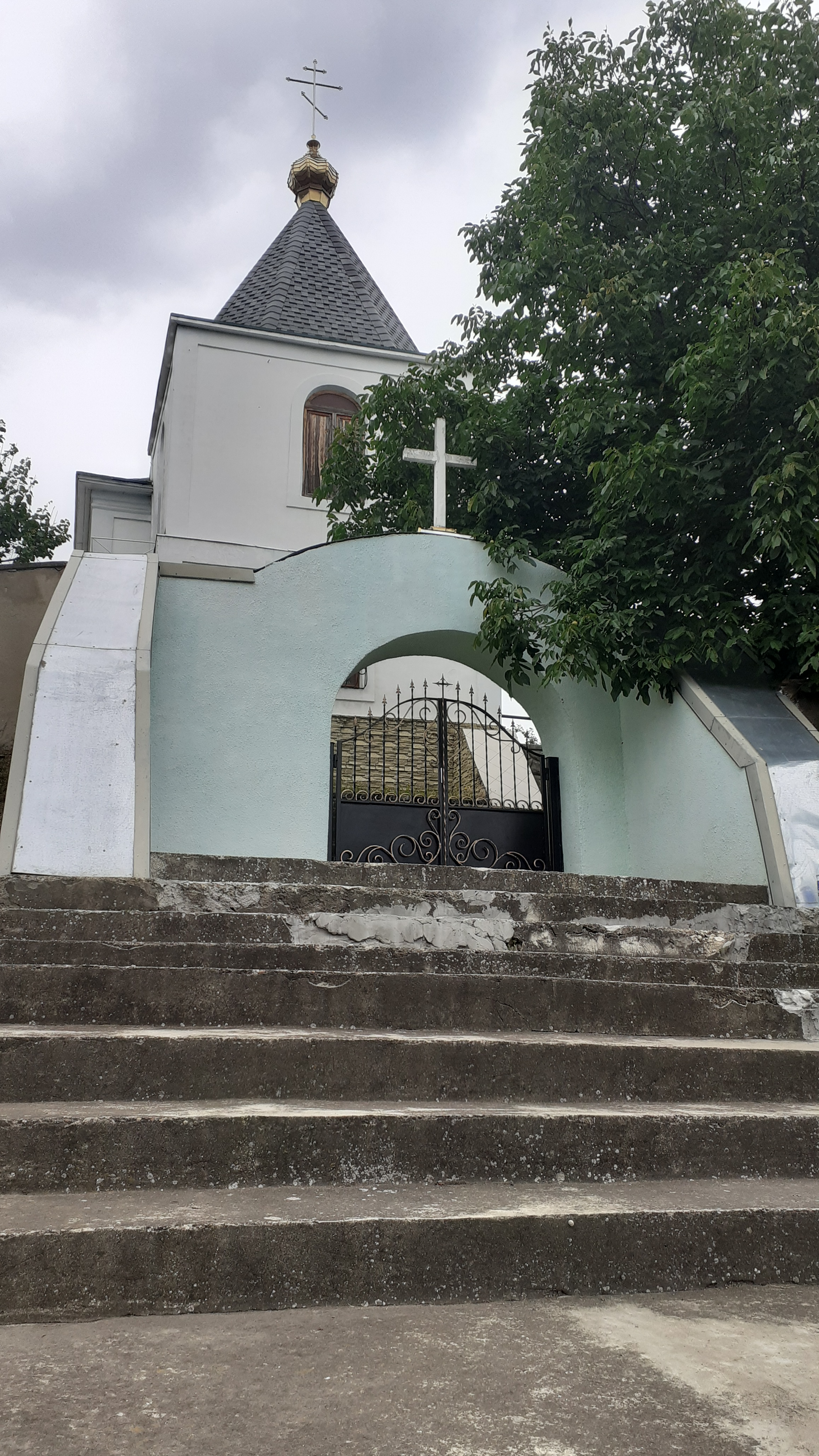
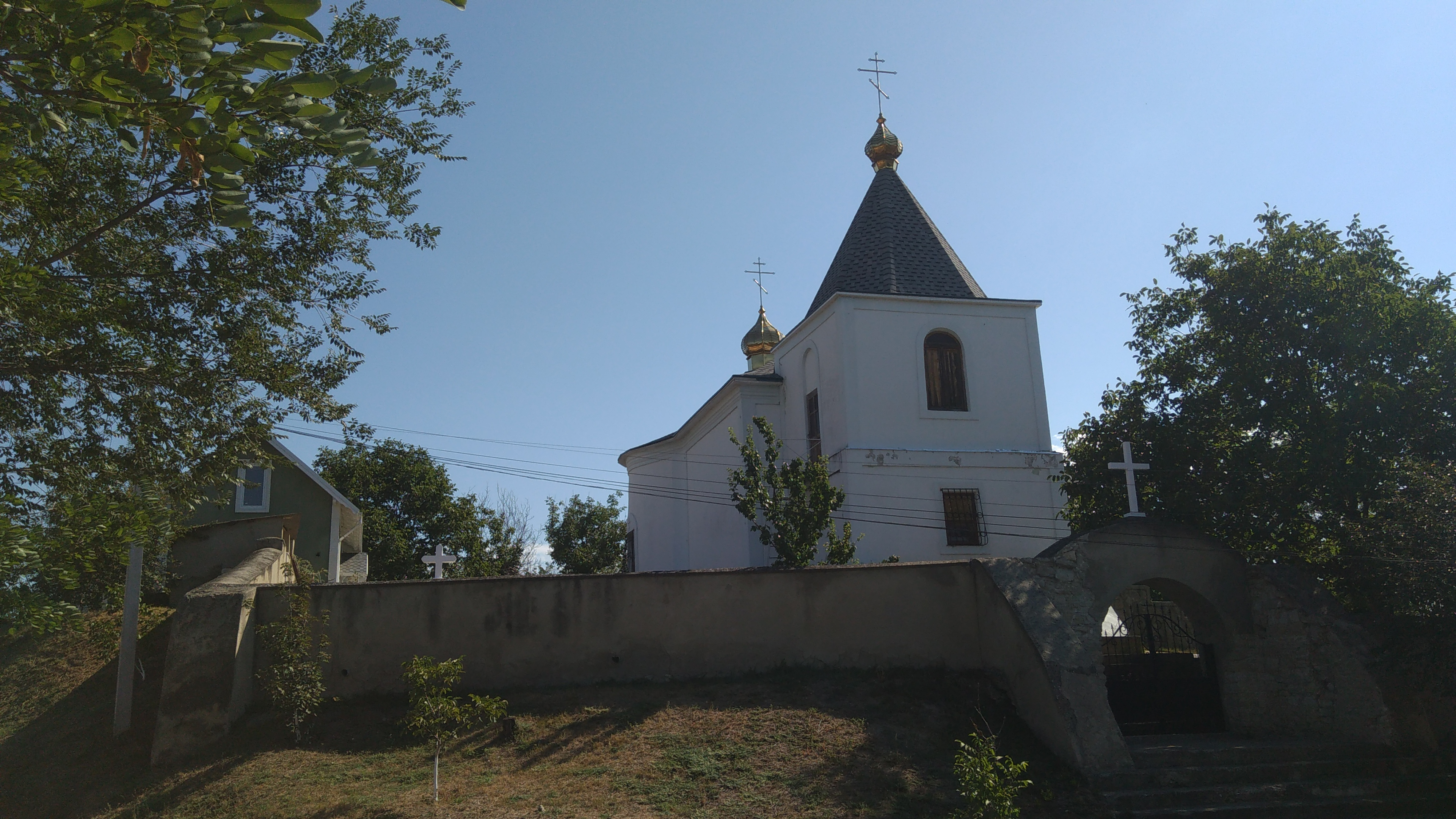
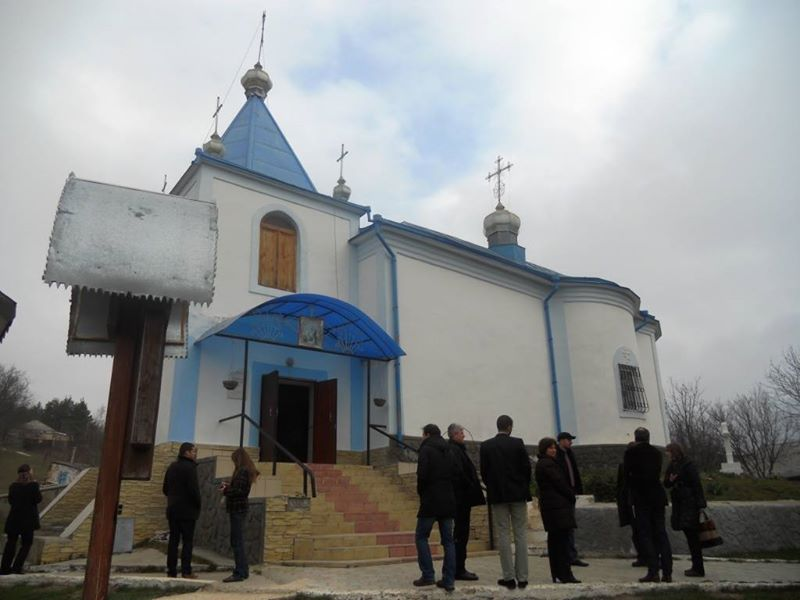
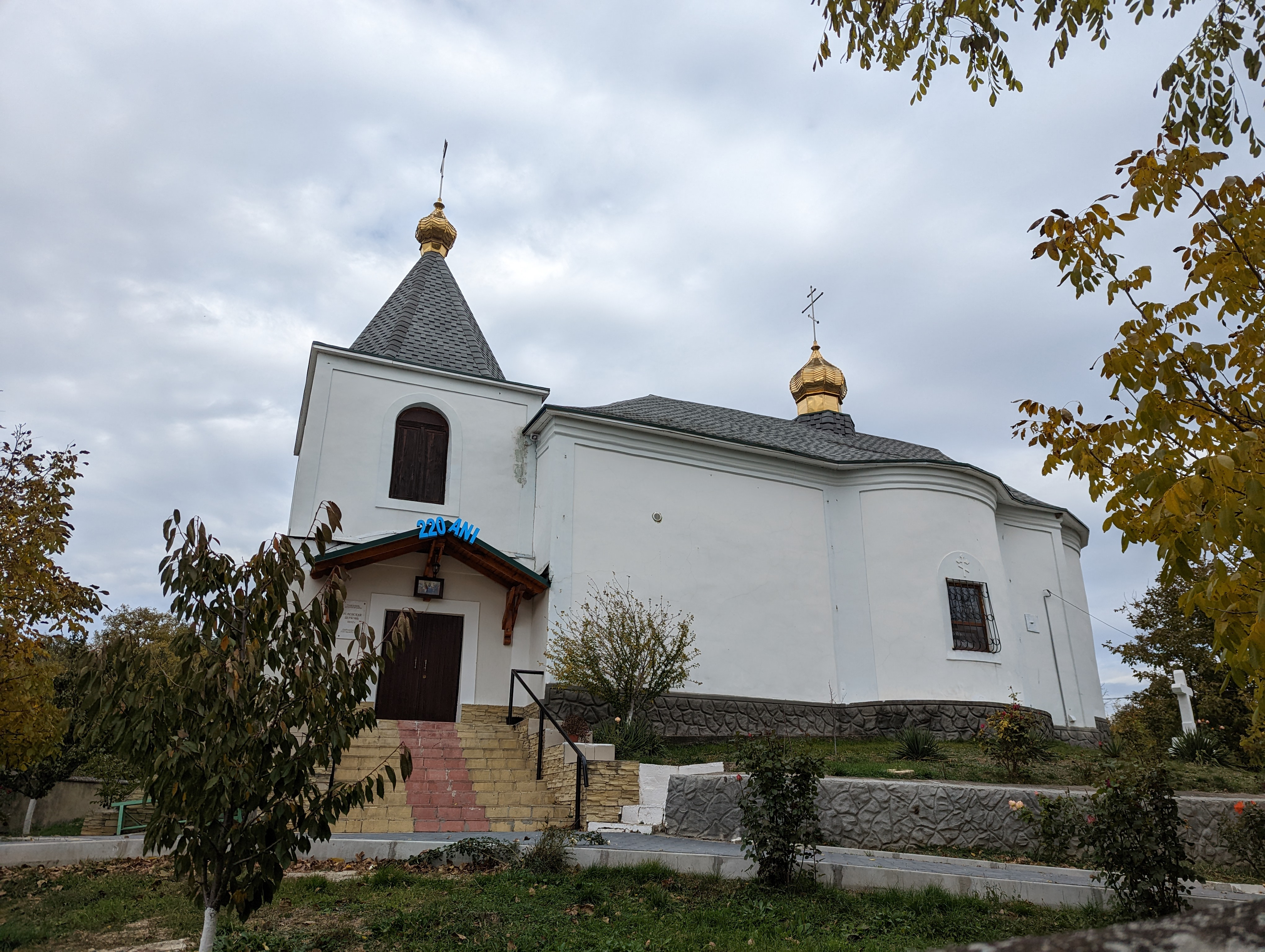
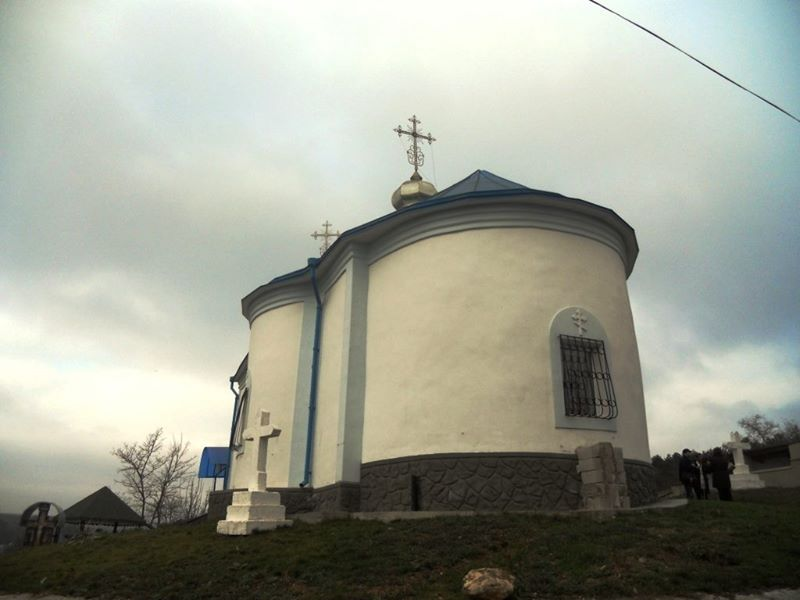
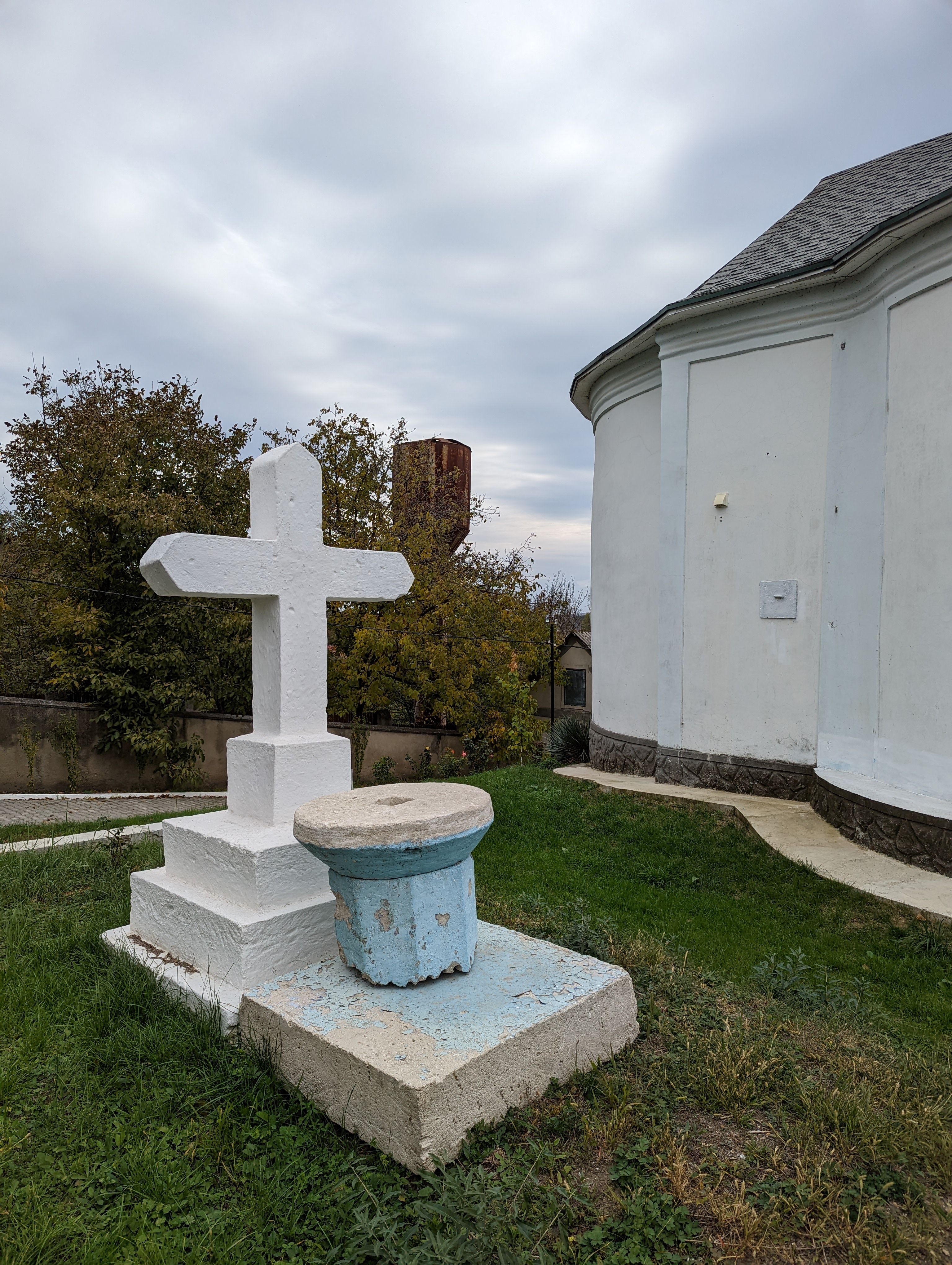

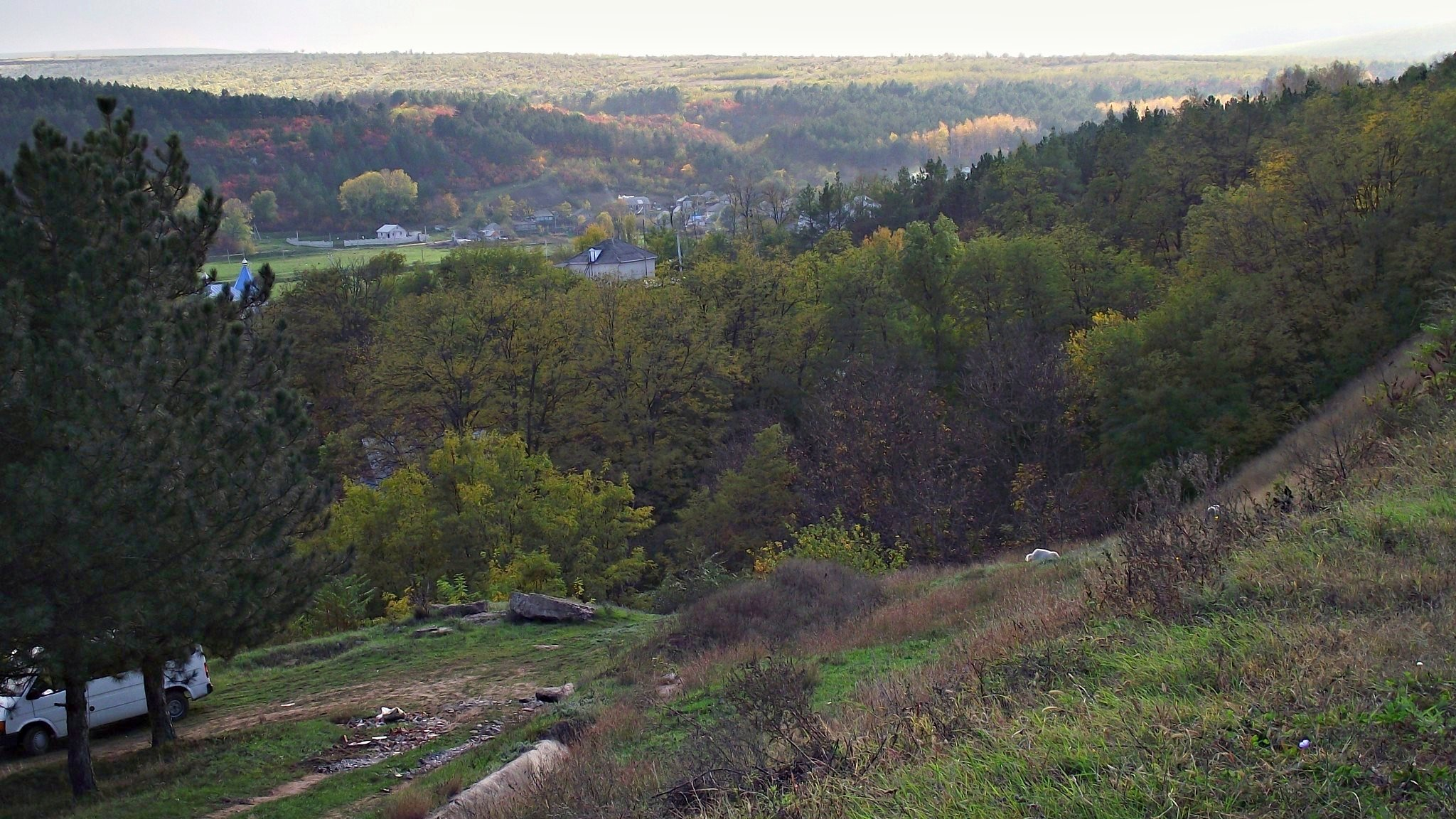
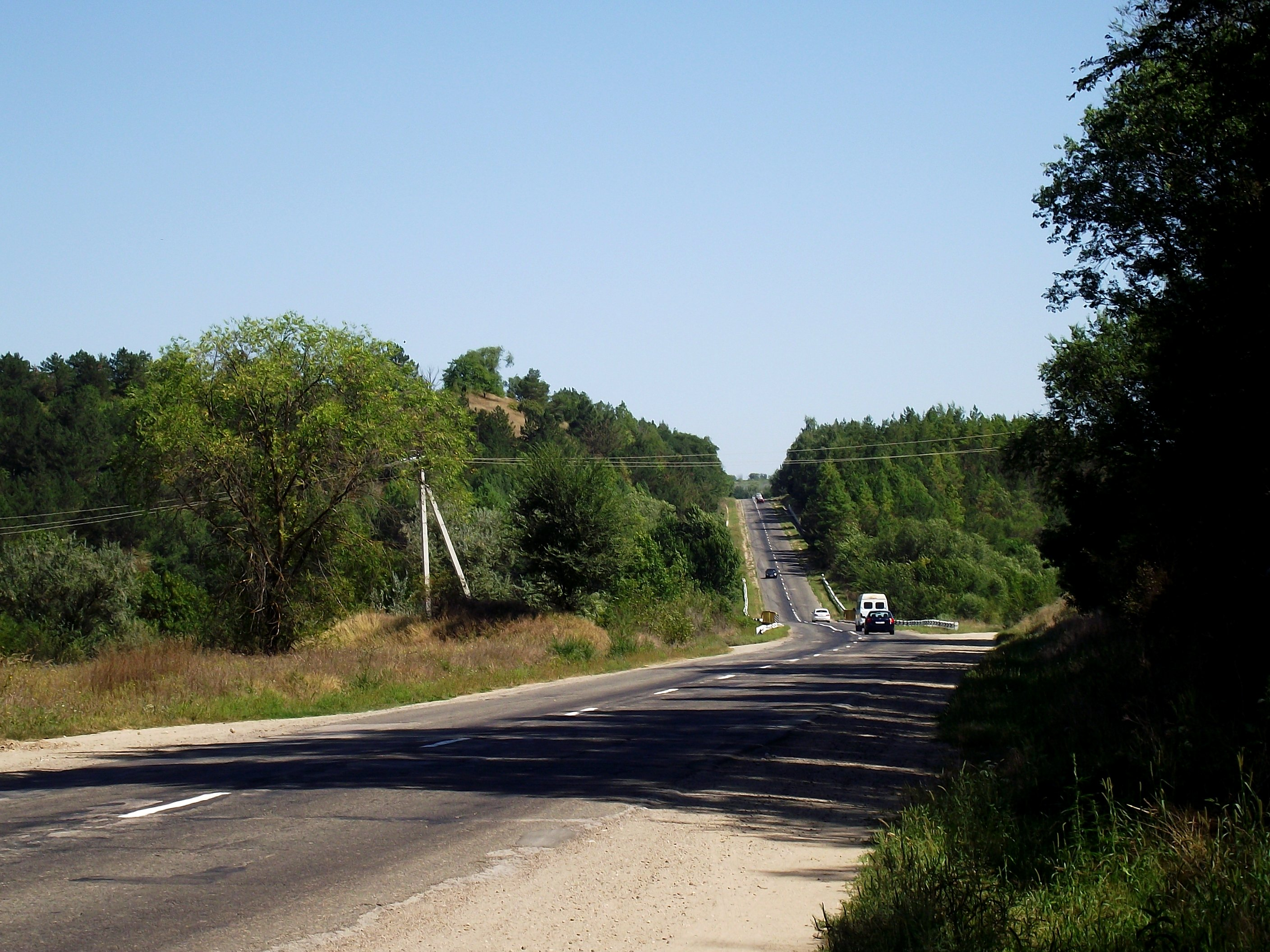
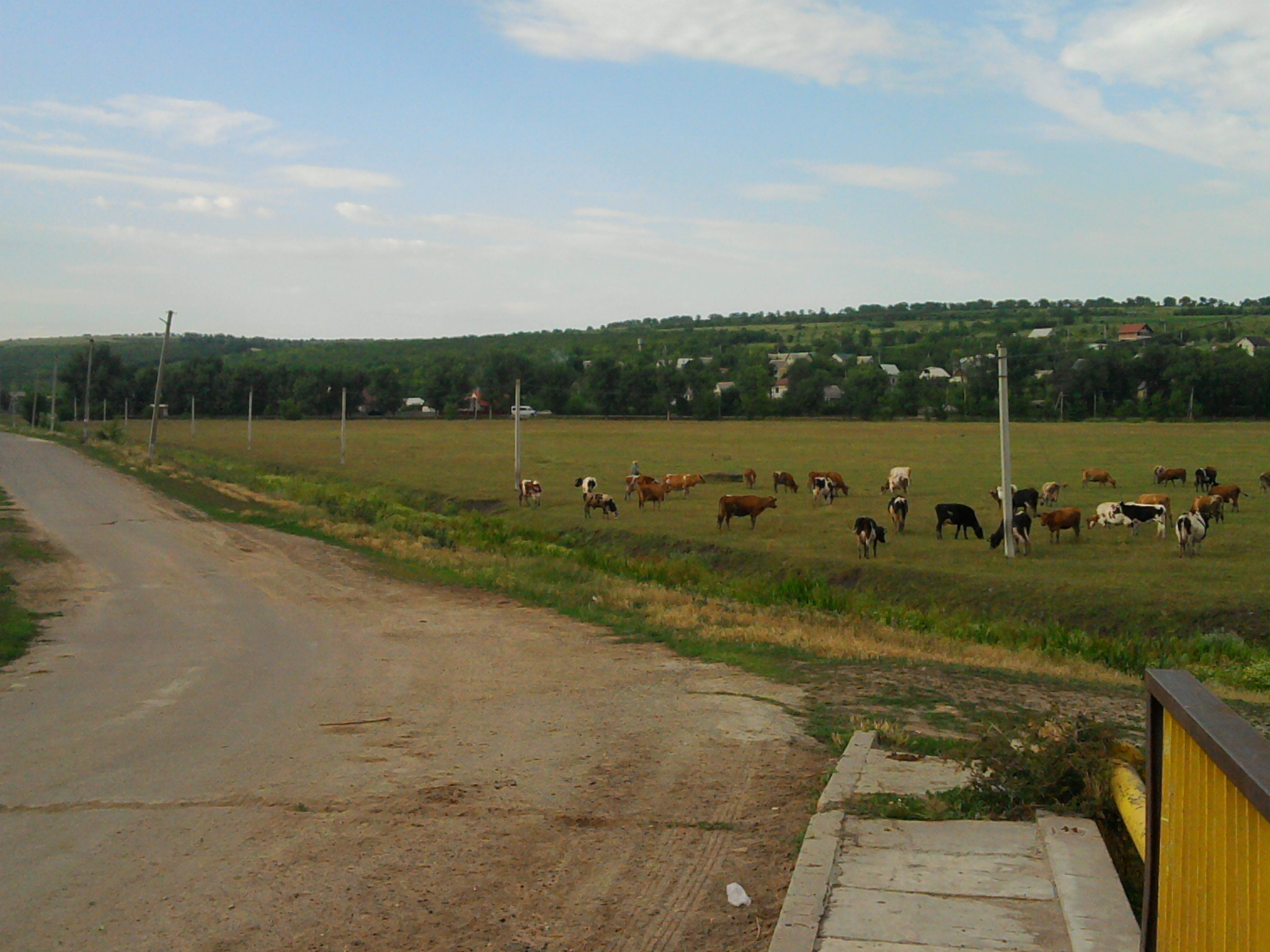

Biserica „Adormirea Maicii Domnului” din localitate, monument ocrotit de stat.
Alte locuri

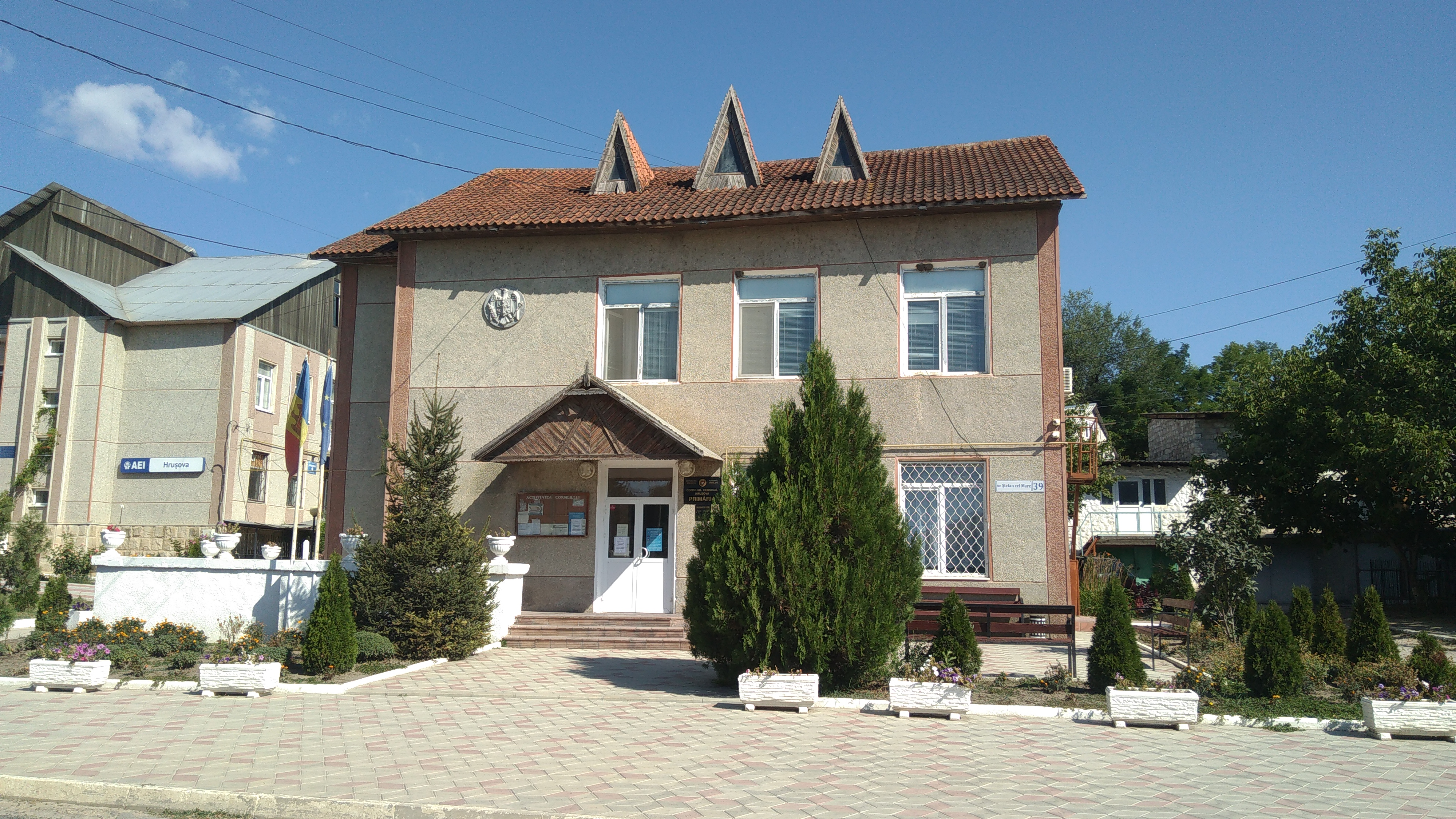
Primăria
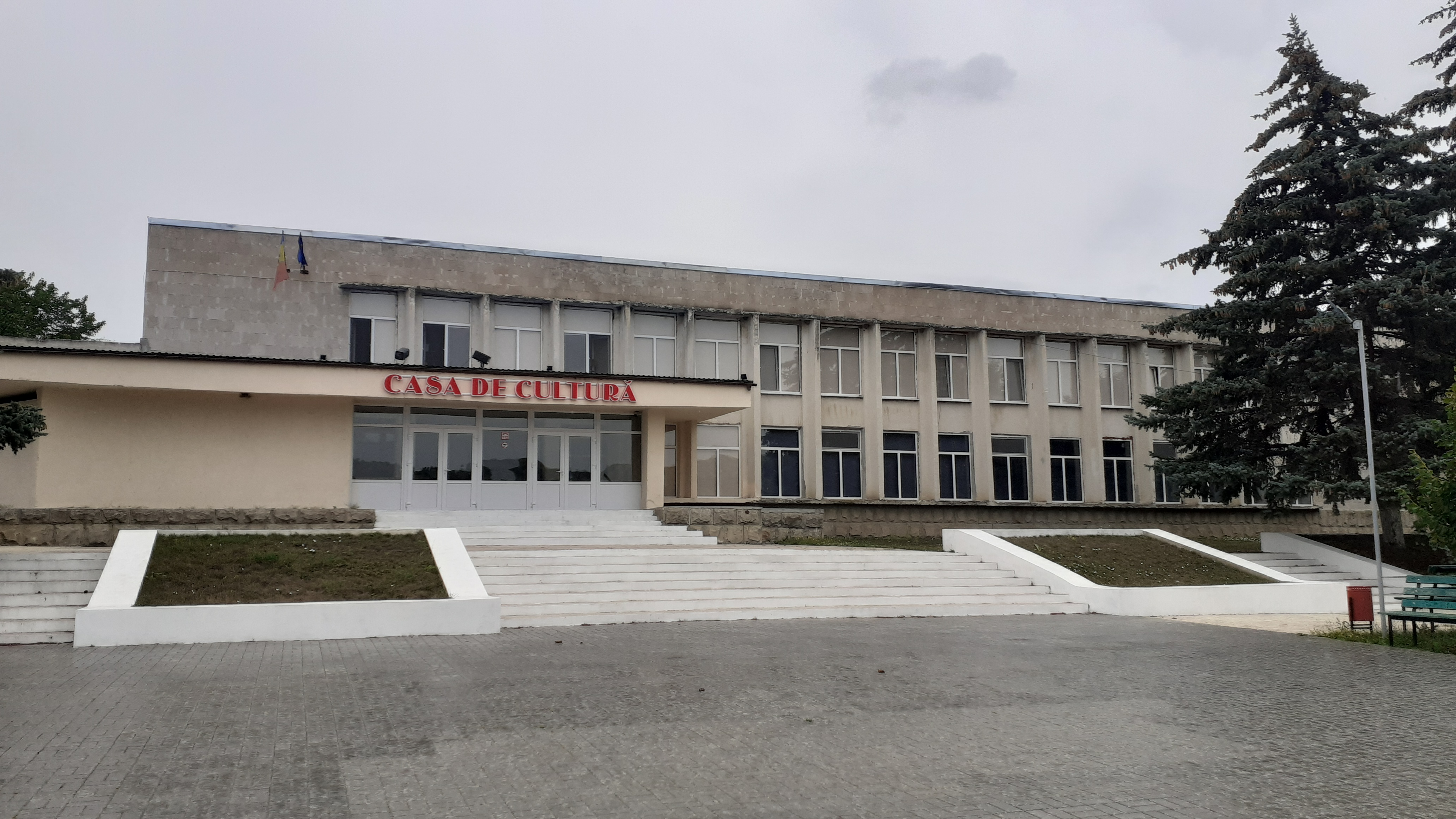
Casa de cultură
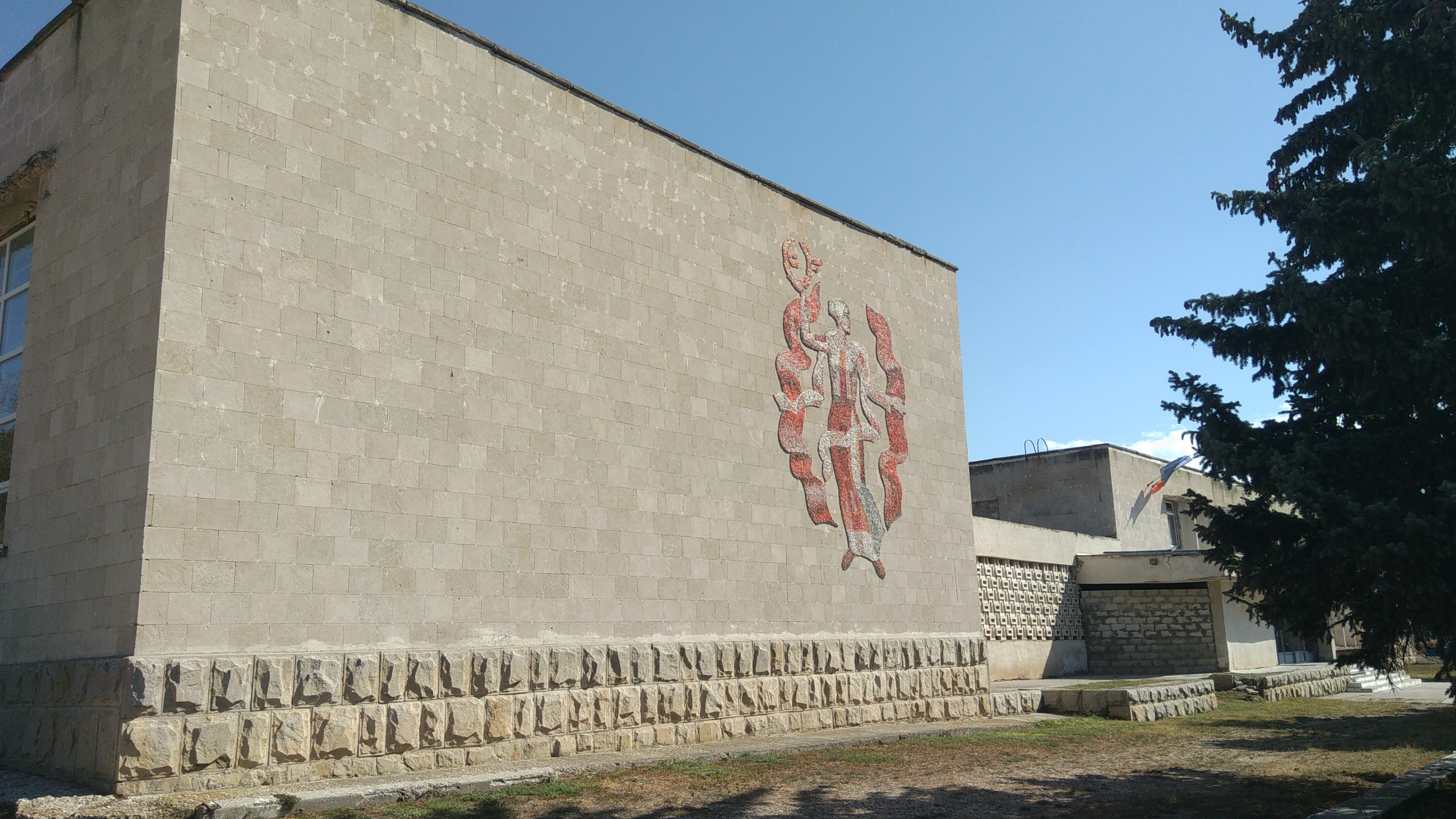
Mozaic pe casa de cultură
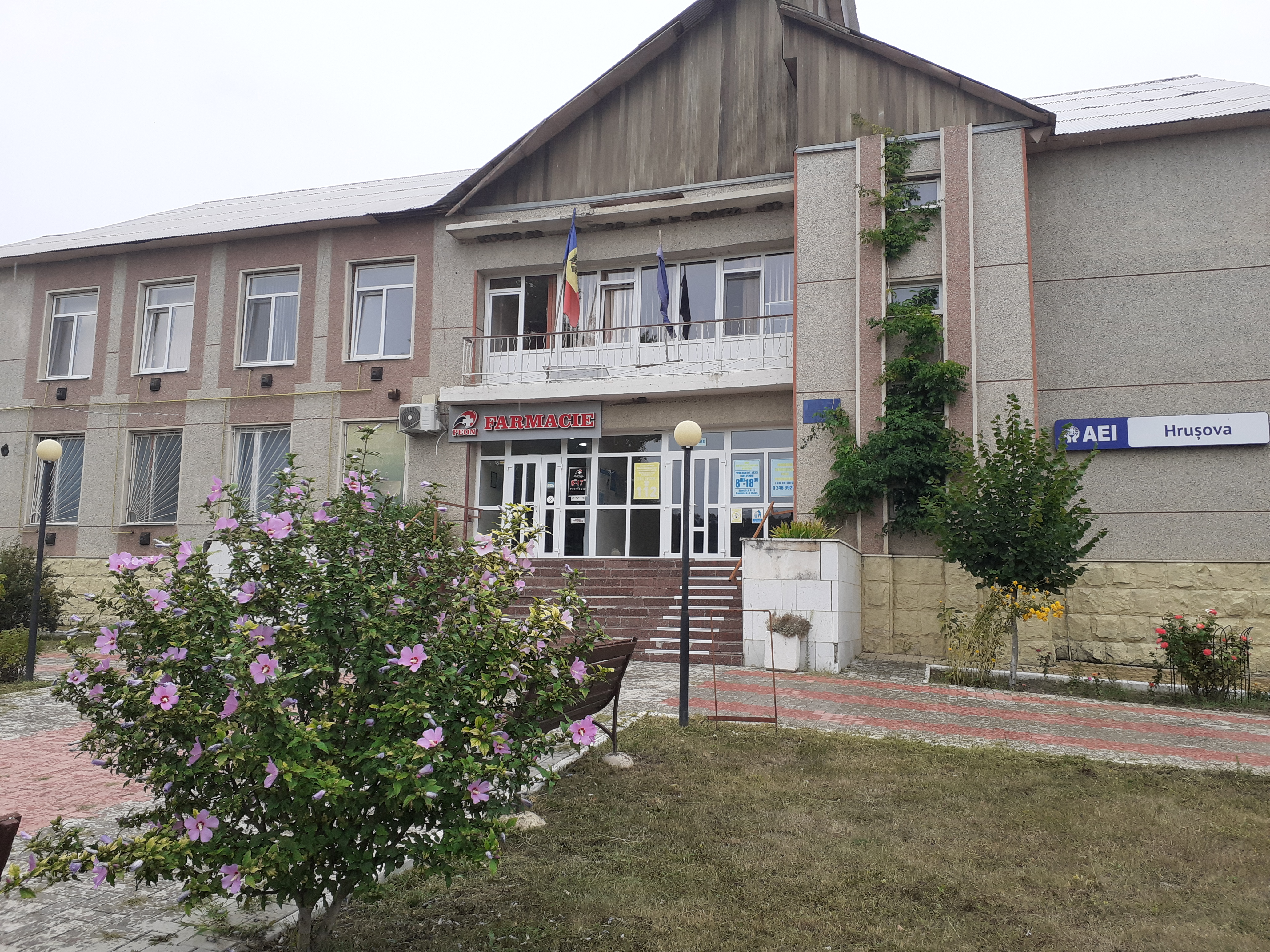
Centrul de sănătate
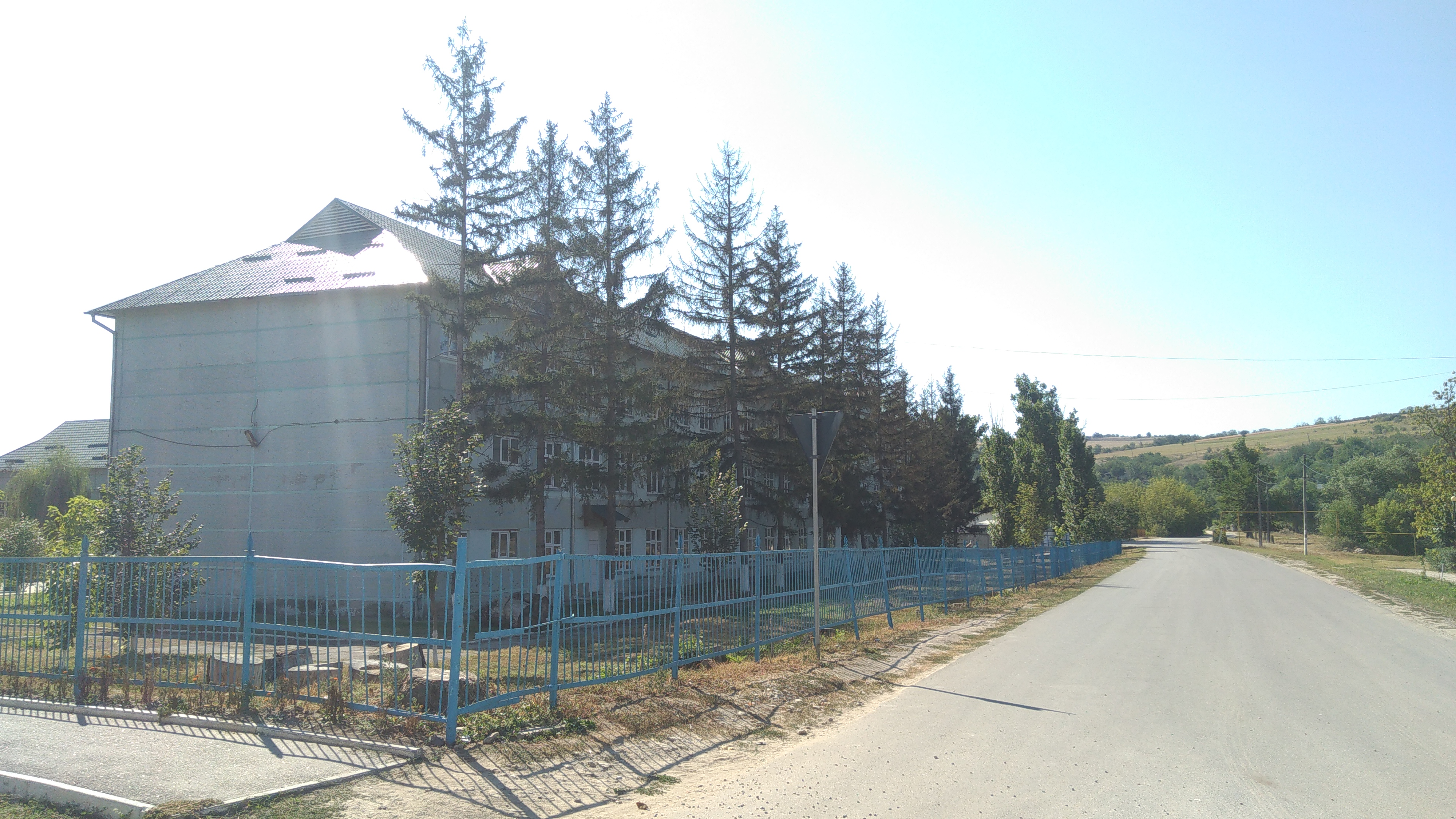
Șсoala
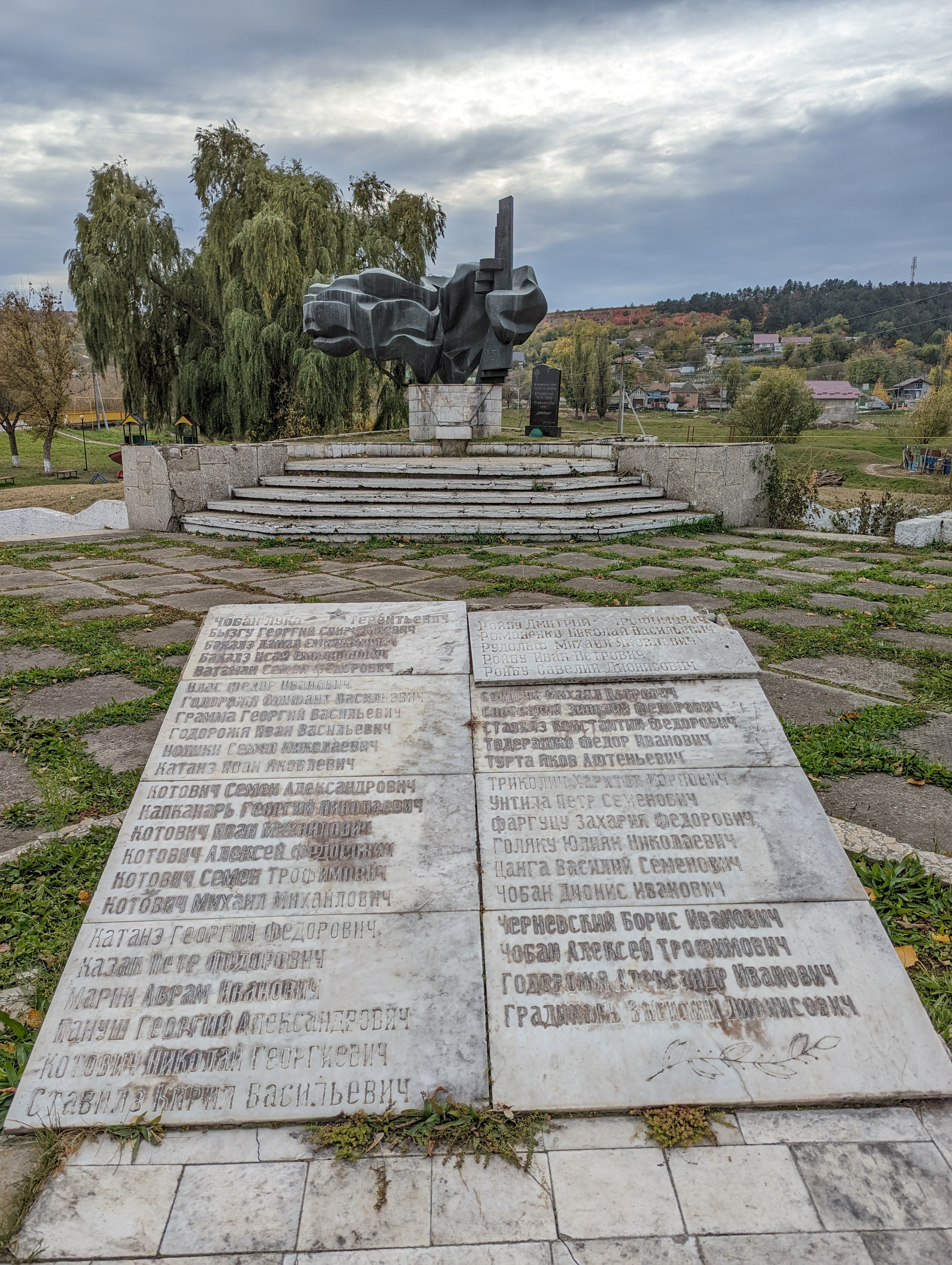
Memorialul consătenilor căzuți în Al Doilea Război Mondial
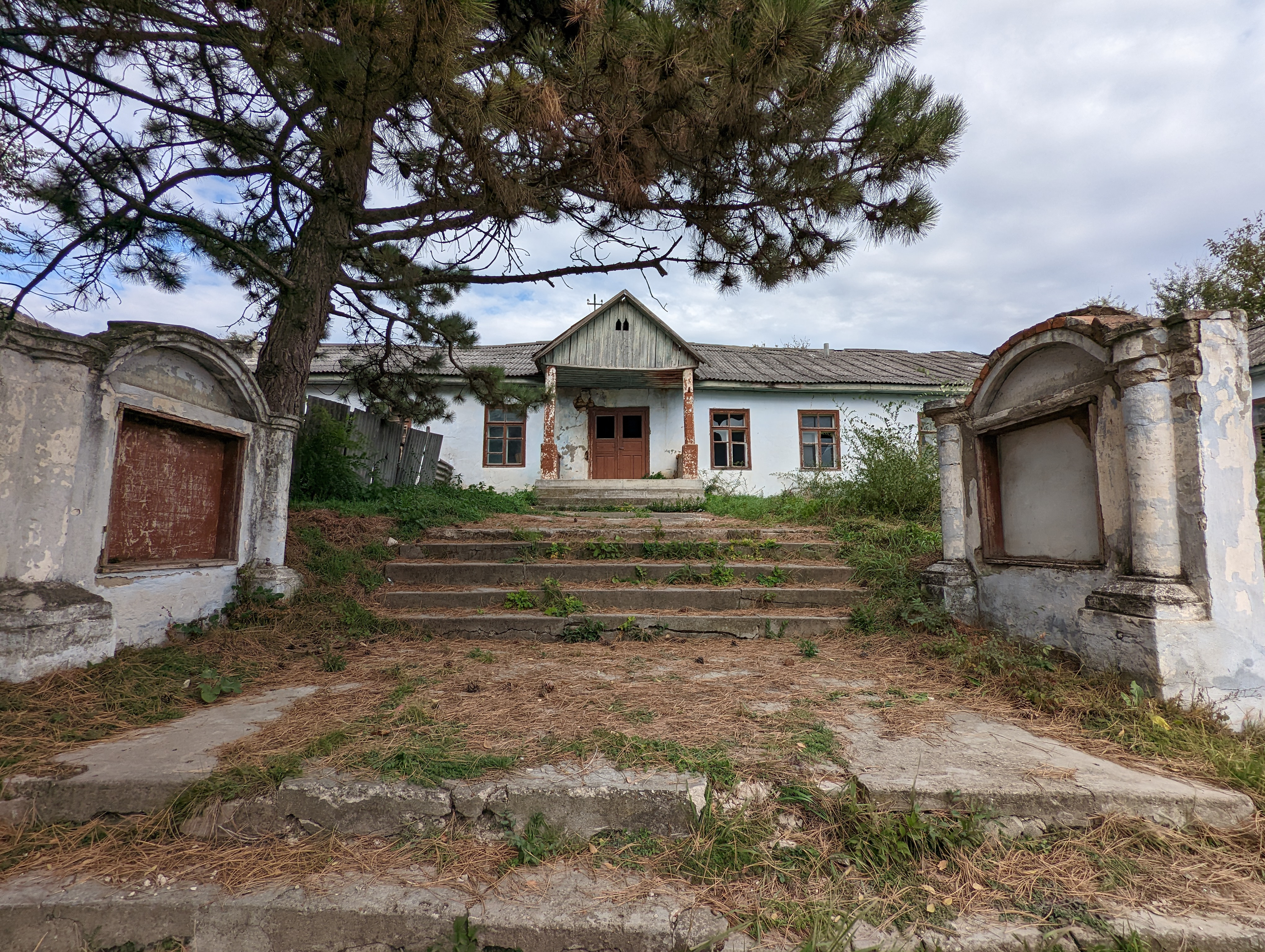
Vechea casă de cultură

Peisaje de lângă Hrușova